# Mape jezik
Mape jezik (ISO 639-3: mlh), papuanski jezik s rijeke Mape u provinciji Morobe na Papui Novoj Gvineji. Pripada istočnohuonskoj podskupini. Od etničkih 7 000 govori ga 1 700 ljudi (2000 popis) što je mnogo manje od nekadašnjih 5 120 govornika (1978 K. McElhanon), jer pripadnici plemena sve više prihvaćaju jezik Kâte [kmg], kojega danas govori 20 000 ljudi (2011 M. Muhujupe), a etnčkih ih ima 12 500 tisuća, ostalo su pripadnici drugih etničkih grupa.
Mape ima 4 dijalekta: naga, mape, nigac i fukac, od kojih su naga i nigac možda nestali. 

## Vanjske poveznice
- Ethnologue 14th
- Ethnologue 15th